# Maigonis Valdmanis
Maigonis Valdmanis (Riga, 8 september 1933 - Roja, 30 oktober 1999) is een voormalig Sovjet- en Letse basketbalspeler en coach.

## Carrière
Valdmanis begon zijn carrière in 1949 bij Dinamo Riga. Met die club wordt hij Bekerwinnaar van de Sovjet-Unie in 1949. In 1953 stapte hij over naar SKA Riga. Met deze club werd hij landskampioen van de Sovjet-Unie in 1957 en 1958. Ook wint hij drie keer de FIBA European Champions Cup in 1958, 1959, 1960 en tweede in 1961.
Met het Nationale team van de Sovjet-Unie wint hij drie keer zilver op de Olympische Spelen in 1952, 1956 en 1960. Ook won hij drie keer goud op het Europees Kampioenschap in 1957, 1959 en 1961.
Valdmanis begon als coach bij SKA Riga in 1966. In 1969 stopt hij bij die club. In 1974 wordt hij coach bij VEF Riga. In 1992 wordt Valdmanis bondscoach van Letland. Van 1998 tot 1999 is hij coach van Buki Gulbene.

## Erelijst
- Landskampioen Sovjet-Unie: 2
  - Winnaar: 1957, 1958
- Bekerwinnaar Sovjet-Unie: 1
  - Winnaar: 1949
- FIBA European Champions Cup: 3
  - Winnaar: 1958, 1959, 1960
  - Runner-up: 1961
- Olympische Spelen:
  - Zilver: 1952, 1956, 1960
- Europees Kampioenschap: 3
  - Goud: 1957, 1959, 1961